# 파칸사리 스타디움

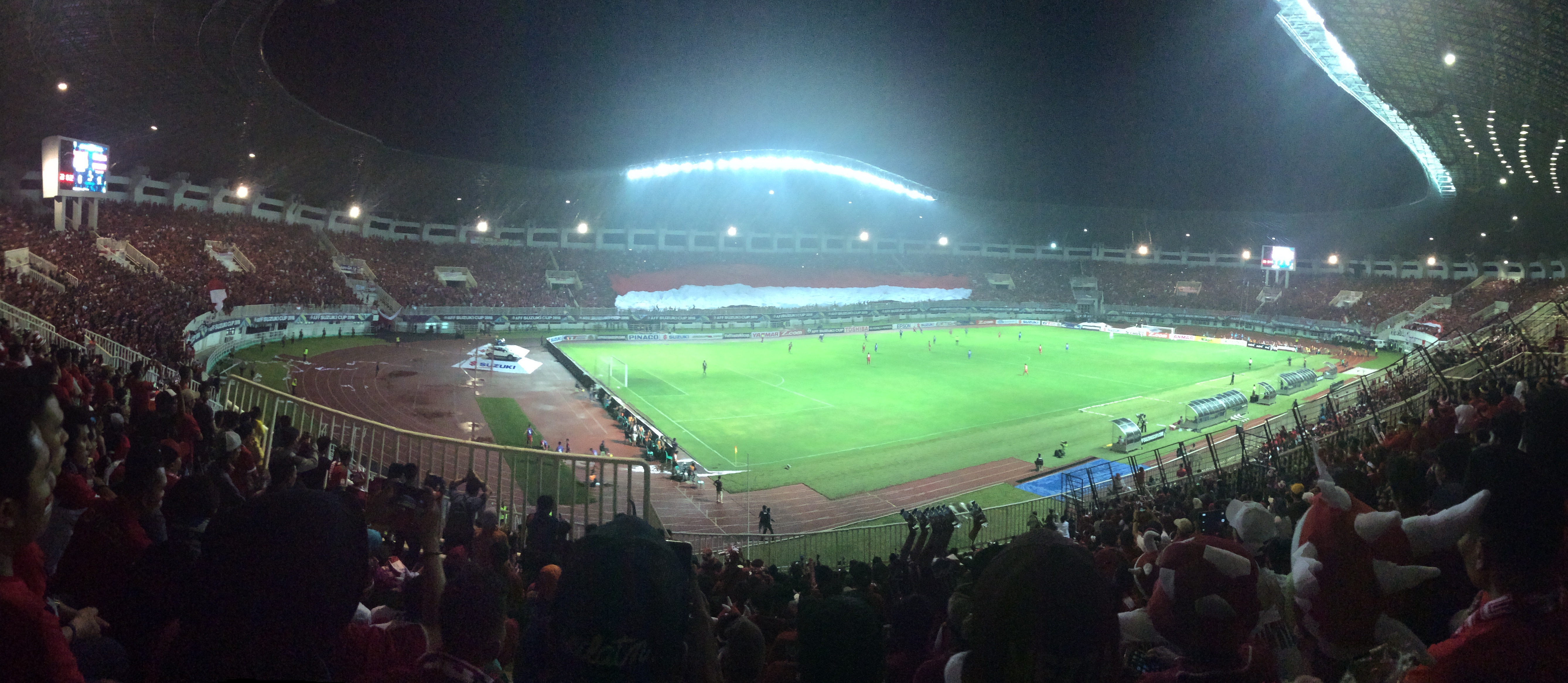
파칸사리 스타디움 (2016년)

파칸사리 스타디움(Pakansari Stadium)은 인도네시아 자와바랏 주(서자와 주) 보고르도 치비농시의 파칸사리 지역에 위치해 있는 종합 경기장이다. 일반적으로는 축구 구장으로 활용되며, 지역 구단인 페르시카보 보고르가 연고지로 사용하고 있다. 2015년에 완공되었으며, 관람객 수용규모는 3만 명에 달한다.
국제대회 경기장으로도 활용되어, 2016년 AFF 스즈키컵의 구장 중 하나로 사용되었다. 2018년 자카르타-팔렘방 아시안 게임에서는 남자 축구 종목이 치러지는 경기장으로 사용되었다. 조별 경기의 A조 일부경기와 B조 전 경기가 치러졌으며, 8강전과 4강전 그리고 결승전도 이곳에서 치러진다.

## 같이 보기
- 위바와 묵티 스타디움